# Eriopyga metanensis
Eriopyga metanensis là một loài bướm đêm trong họ Noctuidae.